# Урусово (Омская область)
Урусово — деревня в Саргатском районе Омской области России. Входит в состав Саргатского городского поселения.

## История
Основана в 1886 г. В 1928 г. состояла из 102 хозяйств, основное население — русские. Центр Урусовского сельсовета Саргатского района Омского округа Сибирского края..
В соответствии с Законом Омской области от 30 июля 2004 года № 548-ОЗ «О границах и статусе муниципальных образований Омской области» деревня вошла в состав образованного муниципального образования «Саргатское городское поселение».

## География
Расположен в центре региона, у озёр Жилое и Арапово, к югу от оз. Горносталево.

## Население
| 1926 | 2010 |
| ---- | ---- |
| 539  | ↘189 |

## Инфраструктура
Личное подсобное хозяйство.

## Транспорт
Просёлочные дороги.